# 張國周
張國周（1906年2月1日—1975年8月24日），台灣嘉義大林人，藥學學者、書法家。

## 早年生涯
1906年，張國周出生於嘉義大林農家，為劉邊和簡未的次子，後由張文和江葛收養。張國周雖出身農家，但因認真向學，且寫得一手好字，獲當地知識份子張春炎先生賞識，資助他五十元至日本東京藥學專科學校就學。1930年畢業以後，在日本赤十字社病院工作兩年，於1932年7月返回台灣。並於台南市白金町（今台南市中西區忠義路一帶）開設「資生堂中西藥局」，並以漢方研製「張國周強胃散」。
二戰後，張國周於台北成立製藥廠「資生製藥廠」。1945年11月，張受臺灣省行政長官公署派任衛生局第四課課長。1946年6月兼台灣省立共濟醫院（現址為臺北市立婦幼醫院）藥房主任，1947年3月職兼省立台北醫院藥房主任，並取得台灣戰後藥師執照第一號。由於當時日本使用的西藥名詞主要為日文或德文，而國民政府藥事則以中文及英文為主，使藥事相關工作難以銜接，因此張國周編纂《中華藥典四國藥名對照表》，並翻譯日本藥典的《藥典輯要》，為台灣戰後藥事工作奠下重要基礎。

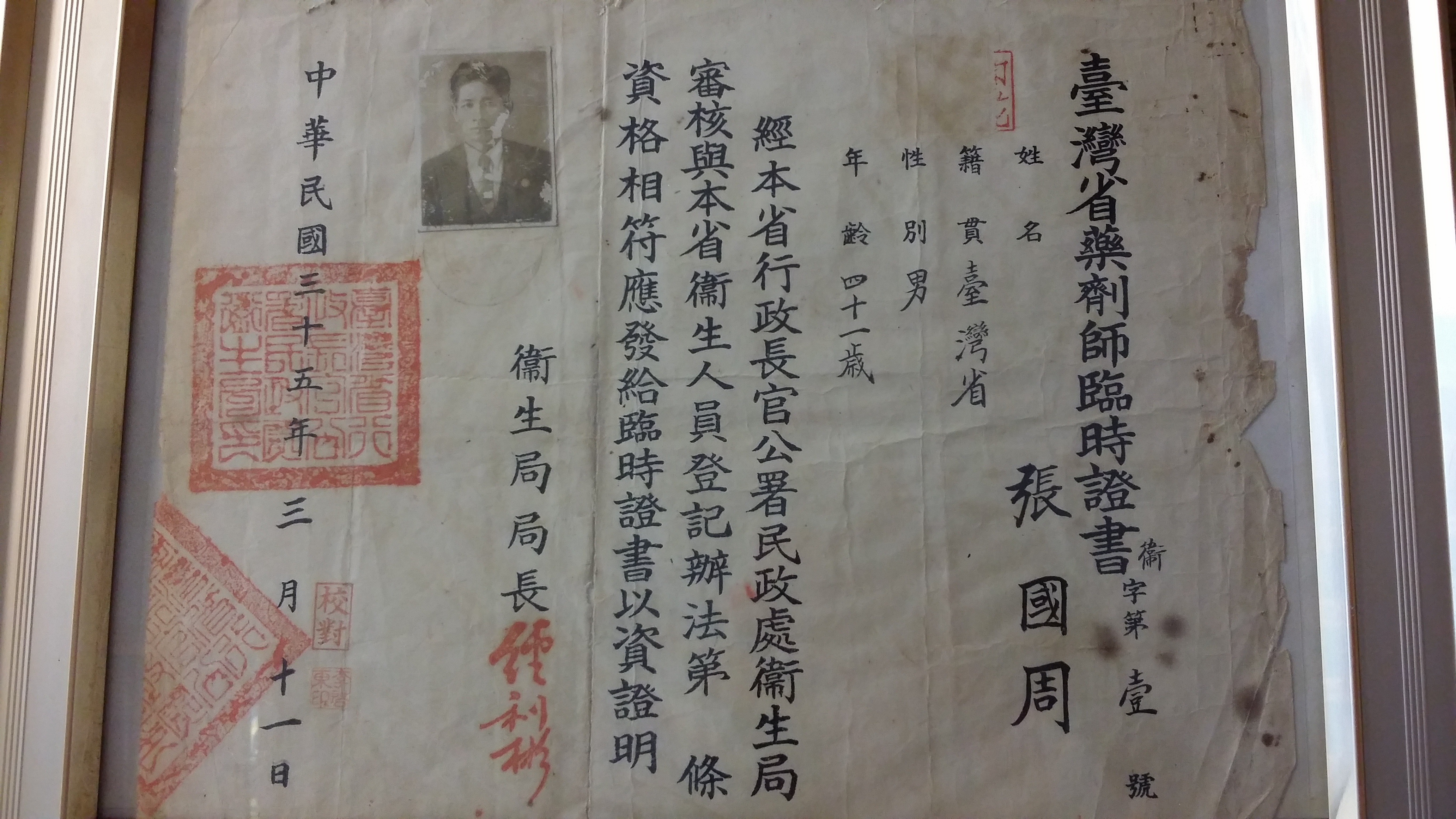
台灣藥師執照「天字第一號」

## 經營藥廠
1952年2月辭去公職專心經營製藥廠，製藥廠改名為「張國周製藥廠」，其下商品「張國周強胃散」為台灣為當年最暢銷胃藥。
張國周在商業廣告手法上也有其獨到之處，在戰後資訊傳播困難的時代，他向美國新聞處添購一部 16mm 的老舊投影機，並將美軍退役吉普車改裝為宣傳車，在大街小巷播放免費電影的同時，於入口處提供一匙強胃散讓觀眾試吃。並使用了台灣第一個巨型霓虹燈動態看板（位於今台北市西門町紅樓消防隊屋頂）。1962年，張國周於台視開播的第2天，推出了台灣第一個電視廣告。

## 書法
張國周在日本就學期間，曾於1927年和1928年分別以楷書〈永成家之光〉條幅及行書〈趙孟頫題董元溪岸圖〉條幅入選「日本書道作振會展覽會」。其暢銷商品「張國周強胃散」，及「東方出版社」及「東南旅行社」招牌皆為張國周手題。